# 沙

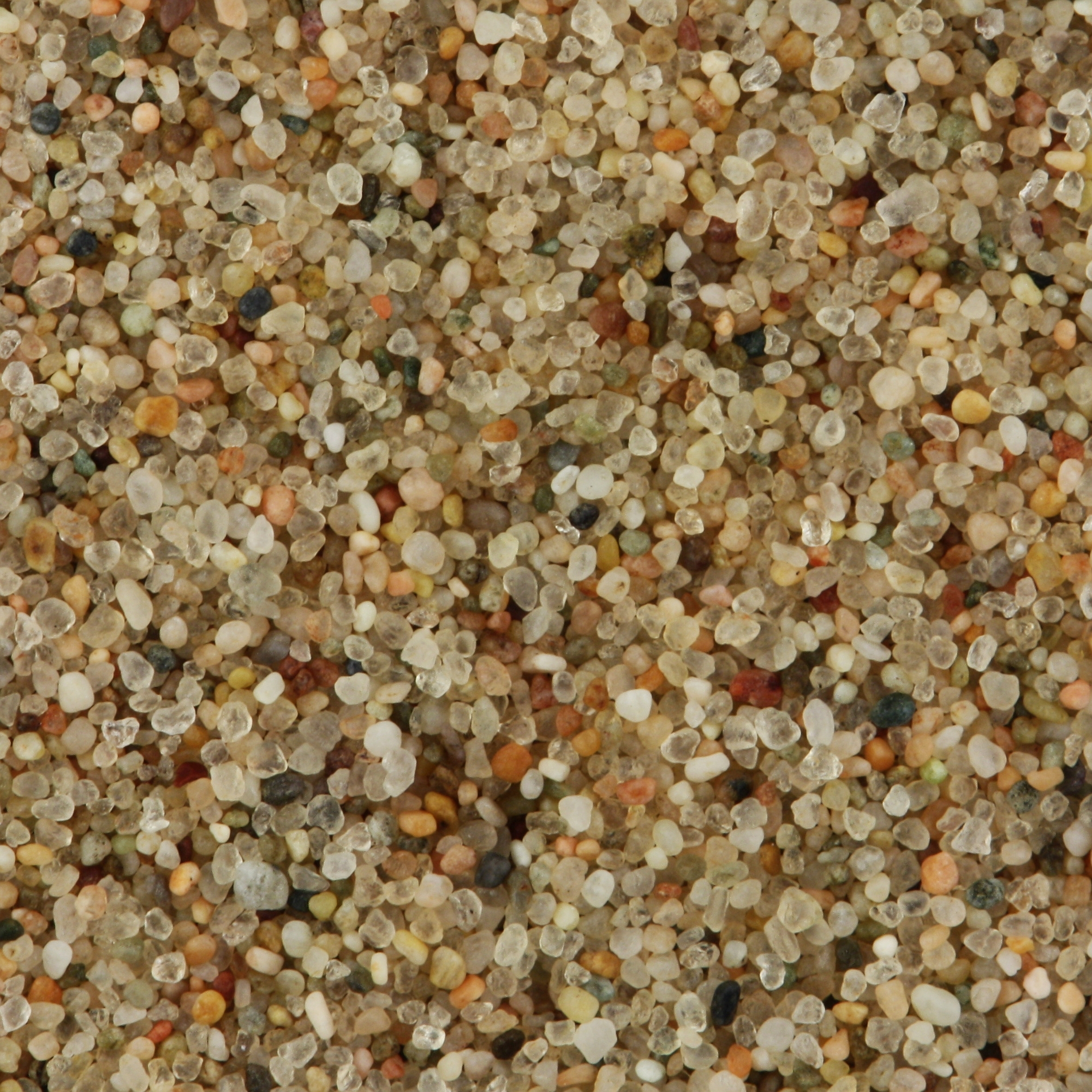
放大顯示的沙子，本為一平方毫米

沙，或作砂，俗稱沙子，為顆粒物质的一種。沙為自然出現，被分割得很細小的岩石，其尺度為0.0625至2mm。於此一尺度內的單一粒子稱為沙粒。地質學下一個更小的尺度分類為泥，其顆粒大小由0.4至0.0625mm。下一個較大的尺度分類則為礫，其顆粒大小為2至64mm（使用標準詳見粒徑）。

## 成分

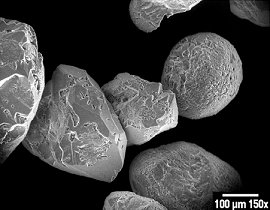
電子顯微鏡下的沙

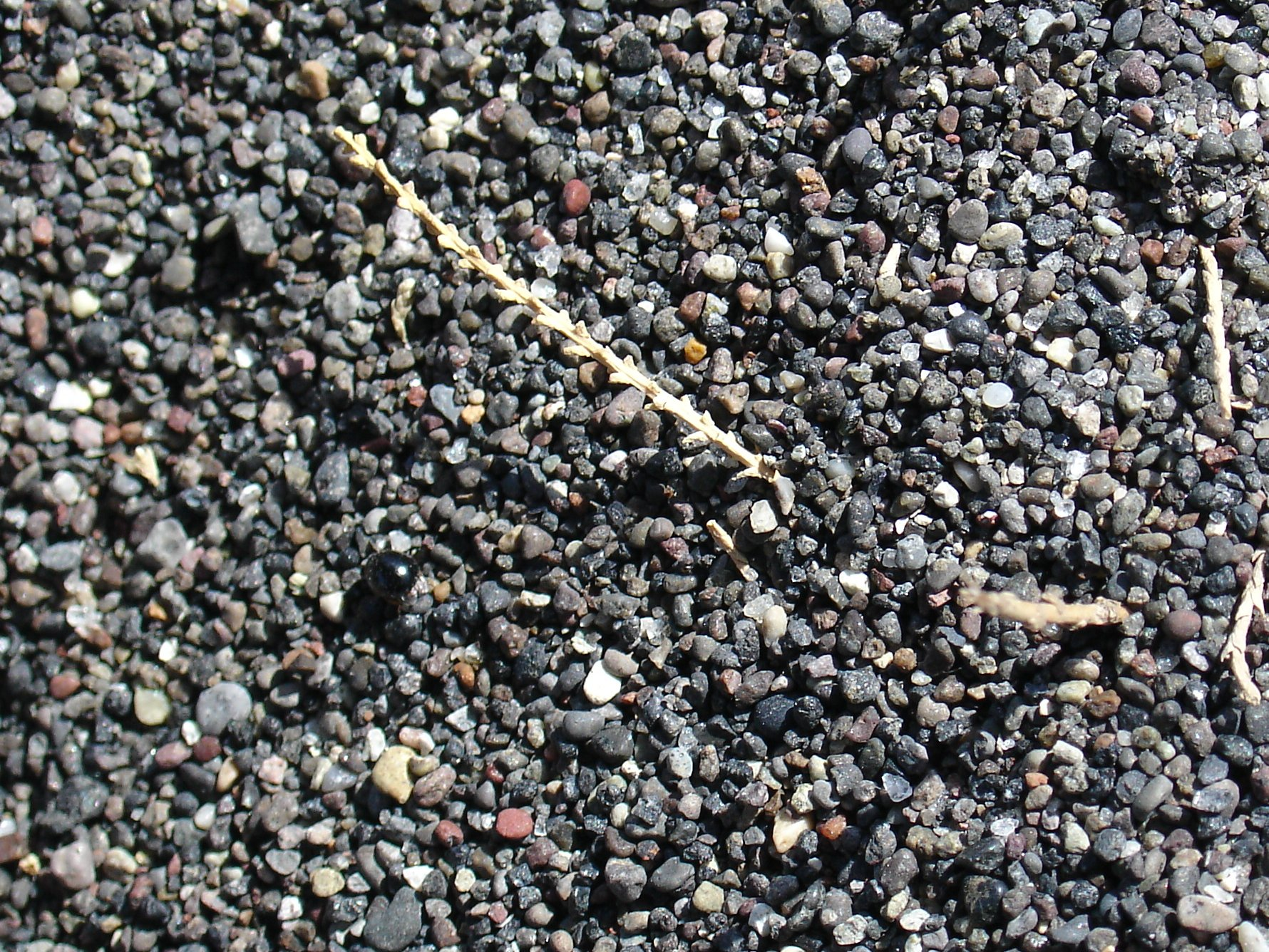
黑色的火山沙

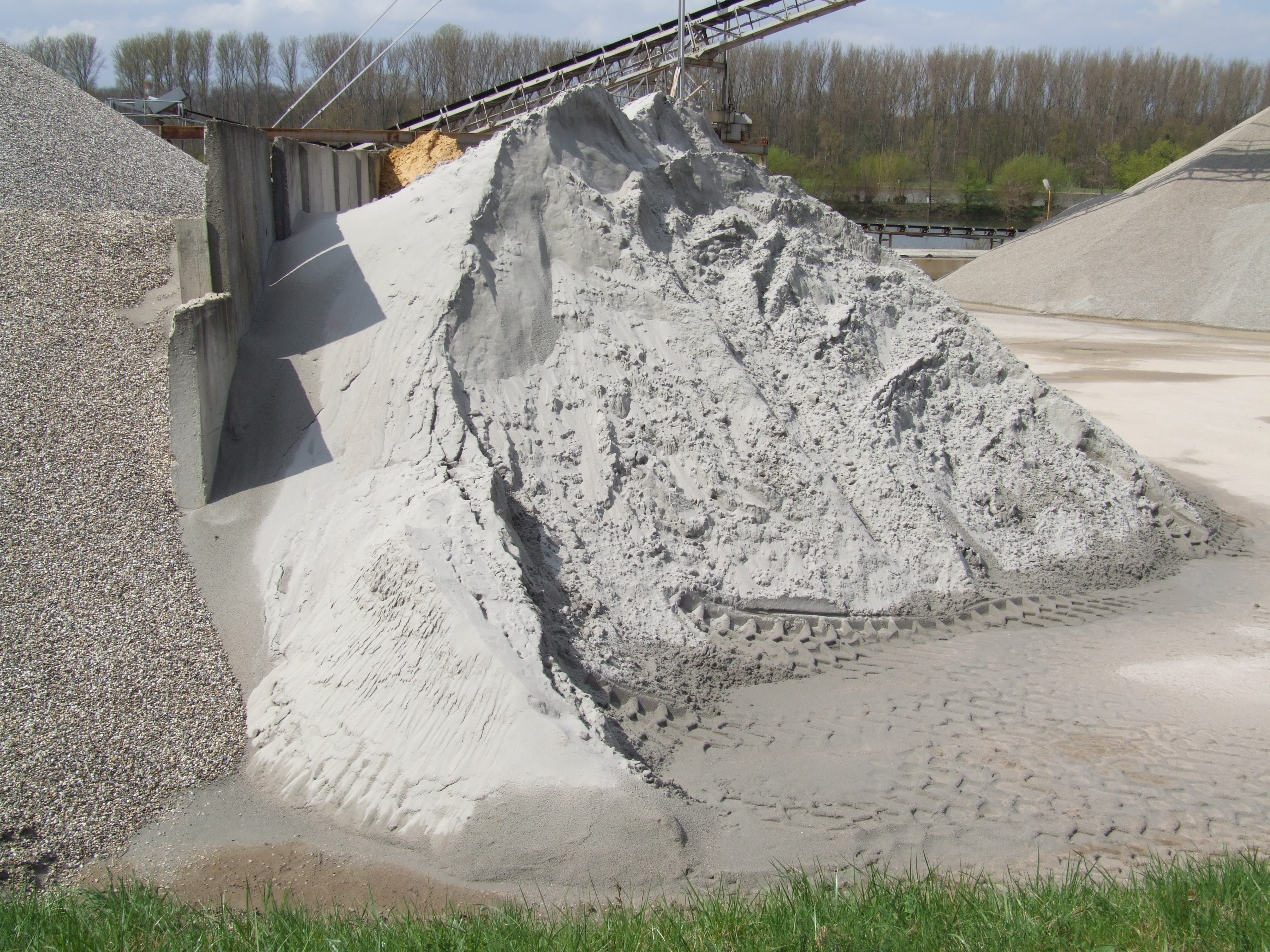
沙

於內陸及非赤道海岸區域內，沙子最一般的成分為二氧化矽，通常為石英的形式，因其化學性質穩定和質地堅硬，足以抗拒風化。但其成分還是會因當地岩石種類及狀況而不同。於赤道及亞赤道海岸邊找到的珊瑚沙的岩石來源為石灰岩。長石砂岩為花崗岩經風化及侵蝕後含有大量長石含量的沙子或砂岩。某些地區的沙子還會含有磁鐵礦、氯酸鹽、海綠石或石膏等不同成分。富含磁鐵礦的沙子顏色較黑，其來源多為火山中的玄武岩。含有氯酸鹽及海綠石的沙子則顏色偏綠，其來源為有高含量的橄欖石的玄武岩（熔岩）。新墨西哥州白沙國家保護區的石膏沙丘因其光亮、白色而出名。某些區域的沙子亦包含有石榴石及一些小寶石的堅硬礦物。

## 傳播
沙子會被風或水堆積成海灘、沙丘、沙洲及其他種類的地形，也會藉由搬運作用傳播到各地。在大部份的沙漠裡，沙子是其土地的主要組成成份。

## 使用
2014年有報告估計人類每年消耗超過400億噸沙子和礫石。2017年全球對沙子的需求總計約95.5億噸。但開採的同時保育沙子資源近年來逐漸熱門。人類採挖的沙大部分用於混凝土。建築用的沙通常是河沙。沙漠雖然有大量的沙，但沙漠的沙颗粒表面太光滑，不適合作為混凝土成分。

## 另見
- 沙漠
- 流沙
- 乾流沙
- 粒徑
- 砂岩
- 沙塵暴
- 鳴沙
- 白沙國家保護區

## 延伸阅读
[在维基数据编辑]
 《欽定古今圖書集成·方輿彙編·坤輿典·砂部》，出自陈梦雷《古今圖書集成》